# 木村多江
木村多江（1971年3月16日—），日本女演员。出生於東京都江東區，身高162公分，血型A型。經紀公司為融合事務所。1995年出道，曾兩次出演江戶幕府第六代征夷大將軍德川家宣之側室法心院，出演超过40部作品，曾以2008年的演出作品《周围的事》（ぐるりのこと）獲日本電影金像獎最佳女主角獎。

## 經歷
畢業於昭和音樂藝術學院音樂系，專長為芭蕾、日本舞、平衡球。中學時期即參加話劇社活動，由於在高中時候看到樹木希林主演的連續劇「廚房的聖女」受到感動，以當演員為目標。在出道之前，曾做過許多臨時性的工作。

## 演出作品
粗体者擔任主角。

### 电视剧
| 名稱                                                        | 放映時間                     | 角色                         | 廣播局                 | 備考             |
| ----------------------------------------------------------- | ---------------------------- | ---------------------------- | ---------------------- | ---------------- |
| 炎の消防隊                                                  | 1996年4月-6月                |                              | 朝日電視台             |                  |
| 刑事追う!                                                   | 1996年4月-9月                |                              | 東京電視台             |                  |
| TOKYO23区の女                                               | 1996年4月-9月                |                              | 富士電視台             |                  |
| 將太的壽司                                                  | 1996年4月-9月                |                              | 富士電視台             |                  |
| いとしの未来ちゃん 「おしゃれ泥棒 HOW TO STEAL A MILLION」  | 1997年5月17日                |                              | 朝日電視台             | 第6話來賓        |
| 世界奇妙物語 「女は死んでいない」                           | 1997年10月6日                |                              | 富士電視台             |                  |
| Days                                                        | 1998年1月-3月                |                              | 富士電視台             |                  |
| 惡靈貞子                                                    | 1999年1月-3月                | 山村志津子・ 山村貞子（2役） | 富士電視台             |                  |
| 麻辣教師GTO 特別篇                                          | 1999年6月29日                |                              | 關西電視台             |                  |
| 貞子復活                                                    | 1999年7月-9月                | 山村貞子                     | 富士電視台             |                  |
| 冰的世界                                                    | 1999年10月-12月              | 池永苑恵                     | 富士電視台             |                  |
| らぶ・ちゃっと                                              | 2000年6月26日                |                              | 富士電視台             | 第8話出演        |
| 神様のいたずら                                              | 2000年10月-12月              | 田代薫                       | 關西電視台             |                  |
| NHK大河劇 北條時宗                                          | 2001年1月-12月               | 享子                         | NHK                    |                  |
| カバチタレ!                                                 | 2001年1月-3月                | 溫泉旅館的女性               | 富士電視台             | 第1話來賓        |
| 女子アナ。                                                  | 2001年1月-3月                | 井手紀子                     | 富士電視台             |                  |
| 新・お水の花道                                              | 2001年4月-6月                | 小島                         | 富士電視台             |                  |
| 急診室大醫生 2                                              | 2001年7月-9月                | 山城紗江子                   | 富士電視台             |                  |
| 水曜日の情事                                                | 2001年10月-12月              | 小暮志麻子                   | 富士電視台             |                  |
| 再見小津老師                                                | 2001年10月-12月              |                              | 富士電視台             |                  |
| 急診室大醫生 新春特別版                                     | 2002年1月1日                 | 山城紗江子                   | 富士電視台             |                  |
| ビッグマネー!〜浮世の沙汰は株しだい〜                       | 2002年4月-6月                | 響子                         | 富士電視台             |                  |
| FNS27小時電視 大家的歌 之内電視劇「東京物語」               | 2002年7月6日                 | ホステス                     | 富士電視台             | 友情客串         |
| 戀愛偏差值 「第1章 燃えつきるまで」                         | 2002年7月                    | 砂川真樹子                   | 富士電視台             |                  |
| 怪談百物語「牡丹燈籠」                                      | 2002年12月3日                | お米                         | 富士電視台             | 第11話來賓       |
| 庶務二課FOREVER                                             | 2003年1月1日                 | 織部的妻子                   | 富士電視台             |                  |
| 愛相隨                                                      | 2003年1月-3月                | 青木依子                     | 富士電視台             |                  |
| 沈まない骨                                                  | 2003年3月8日                 |                              | 日本電視劇             |                  |
| 臉                                                          | 2003年4月-6月                | 三浦茜                       | 富士電視台             | 第7・8話來賓     |
| 大奥                                                        | 2003年6月-8月                | 初島                         | 富士電視台             |                  |
| 白色巨塔                                                    | 2003年10月-12月              | 林田加奈子                   | 富士電視台             |                  |
| 我們都是新鮮人                                              | 2003年12月8日                | 渡辺由紀（警察官）           | 富士電視台             | 第10話來賓       |
| 古畑任三郎 全て閣下の仕業                                   | 2004年1月3日                 | 川北早苗                     | 富士電視台             |                  |
| 大河劇 新選組！                                             | 2004年1月-12月               | ヒュースケンの恋人・お富     | NHK                    |                  |
| 暴風雨之戀                                                  | 2004年1月-3月                | 上島ゆきえ                   | TBS                    |                  |
| 相棒 2ndシーズン 「氷女」                                   | 2004年1月28日                | 山中貴和子                   | 朝日電視台             | 第14話來賓       |
| 大奥特別篇 〜幕末的女性〜                                   | 2004年3月26日                | 初島                         | 富士電視台             |                  |
| 犬神家一族                                                  | 2004年4月3日                 | 青沼菊乃                     | 富士電視台             |                  |
| ワンダフルライフ                                            | 2004年4月-6月                | 矢島咲子                     | 富士電視台             |                  |
| ホームドラマ!                                               | 2004年4月-6月                | 秋庭香・浜田桃子（2役）      | TBS                    |                  |
| 君が想い出になる前に                                        | 2004年7月-9月                | 阿久津順子                   | 關西電視台             |                  |
| 大奥 第一章                                                 | 2004年10月-12月              | 鷹司孝子                     | 富士電視台             |                  |
| ディビジョン1 ステージ7『東京ミチカ』                       | 2004年10月-11月              | レイ                         | 富士電視台             |                  |
| X'smap〜虎とライオンと五人の男〜                            | 2004年12月25日               | ジュニアの秘書               | 富士電視台             |                  |
| 優しい時間                                                  | 2005年2月17日                | 五木                         | 富士電視台             | 第6話來賓        |
| 大奥 第一章 特別篇 〜桜散る〜                               | 2005年4月8日                 | 鷹司孝子                     | 富士電視台             |                  |
| 雨と夢のあとに                                              | 2005年4月-6月                | 小柳暁子                     | 朝日電視台             |                  |
| 獄窓記                                                      | 2005年4月20日                | 記者・稲本                   | TBS                    |                  |
| 金曜エンタテイメント 天国へのカレンダー                     | 2005年5月20日                | 安西恵理                     | 關西電視台 富士電視台  |                  |
| 積木くずし 〜あの家族、その後の悲劇〜                       | 2005年9月2日・3日            | 田宮光子                     | 富士電視台             |                  |
| 金曜エンタテイメント 蓮丈那智フィールドファイルI 「凶笑面」 | 2005年9月16日                | 蓮丈那智                     | 富士電視台             |                  |
| 祇園囃子                                                    | 2005年9月24日                | 原田玲央                     | 朝日電視台             |                  |
| 終りに見た街                                                | 2005年12月3日                | 清水紀子                     | 朝日電視台             |                  |
| おかしなふたり                                              | 2006年1月3日・4日            | 吉嶋奈津子                   | 富士電視台             |                  |
| 大河劇 功名十字路                                           | 2006年1月-12月               | とも（千代の母）             | NHK                    |                  |
| 對岸的她                                                    | 2006年1月15日                | 楢橋静子                     | WOWOW                  |                  |
| アンフェア                                                  | 2006年1月-3月                | 牧村紀世子                   | 關西電視台             |                  |
| 愛と死をみつめて                                            | 2006年3月18日・19日          | 重光英子                     | 朝日電視台             | 友情出演         |
| 連續電視小說 櫻子                                           | 2006年4月-6月                | 若山百合子                   | NHK                    |                  |
| てるてるあした                                              | 2006年4月-6月                | 水野サヤ                     | 朝日電視台             |                  |
| 不信のとき〜ウーマン・ウォーズ〜                            | 2006年8月24日                | 神山沙織                     | 富士電視台             | 第8話來賓        |
| 家族〜妻の不在・夫の存在〜                                  | 2006年10月-12月              | 古葉詩織                     | 朝日放送 朝日電視台    |                  |
| 大奥特別篇〜又一個物語〜                                    | 2006年12月29日               | お古牟の方 （後の法心院）    | 富士電視台             |                  |
| 拝啓、父親大人                                              | 2007年1月-3月                | 浮葉                         | 富士電視台             |                  |
| 怪奇大作戦 セカンドファイル                                 | 2007年4月                    | 黒崎楓                       | NHK BS-hi              | 第3話來賓        |
| 上海颱風                                                    | 2008年9月-10月               | 野村美鈴                     | NHK                    |                  |
| 黒部の太陽                                                  | 2009年3月21日・22日          | 母親                         | 富士電視台             |                  |
| 駅路                                                        | 2009年4月11日                | 福村よし子                   | 富士電視台             |                  |
| MR.BRAIN                                                    | 2009年6月13日・20日          | 中川純                       | TBS                    | 第4話・第5話來賓 |
| 刑事一代 平塚八兵衛の昭和事件史                             | 2009年6月20日・21日          | 平沢咲子                     | 朝日電視台             |                  |
| 急診室大醫生 4                                              | 2009年7月-9月                | 山城紗江子                   | 富士電視台             |                  |
| JNN50周年記念ドラマ 天国で君に逢えたら                      | 2009年9月24日                | 飯塚リサ                     | TBS                    |                  |
| 急診室大醫生〜2010特別篇〜                                  | 2010年1月3日                 | 山城紗江子                   | 富士電視台             |                  |
| チェイス〜国税査察官〜                                      | 2010年4月-5月                | 春馬雪恵                     | NHK                    |                  |
| 魚乾女又怎樣2                                               | 2010年7月-9月                | 淺田小夏                     | 日本電視台             |                  |
| LADY                                                        | 2011年1月-3月                | 結城晶                       | TBS                    |                  |
| 南極大陸 ／ なんきょくたいりく                              | 2011年10月                   | 古館綾子                     | TBS                    |                  |
| 純白                                                        | 2015年1月-3月                | 田野島心                     | TBS                    |                  |
| 晨間劇 當家姐姐                                             | 2016年4月                    | 小橋君子                     | NHK                    |                  |
| 就活家族～一定會順利的～                                    | 2017年1月-3月                | 川村優子                     | 朝日電視台             |                  |
| 黑色復仇                                                    | 2017年10月-12月              | 今宫纱织                     | 讀賣電視台，日本电视台 |                  |
| 有家可歸的戀人們 ／ あなたには帰る家がある                  | 2018年4月-6月                | 茄子田綾子                   | TBS                    |                  |
| 輪到你了                                                    | 2019年4月14日 - 9月          | 榎本早苗                     | 日本電視台             |                  |
| 24 JAPAN                                                    | 2020年10月9日－2021年3月26日 | 獅堂六花                     | 朝日電視台             |                  |
| 真凶標籤 特別篇                                             | 2021年12月26日               | 榎本早苗                     | 日本電視台             |                  |
| 小靜和爸爸                                                  | 2022年3月13日 - 5月1日       | 鈴間さくら                   | NHK BS Premium         |                  |
| 麻煩一族                                                    | 2022年4月21日－6月30日       | 深山久美                     | 富士電視台             |                  |
| Last Man-全盲搜查官-                                        | 2023年6月4日・11日           | 黛布拉琴恩・本鄉             | TBS                    | 第7話・第8話     |
| 大河劇 怎麼辦家康                                           | 2023年                       | 鍋                           | NHK                    |                  |
| 我家的英雄                                                  | 2023年10月25日－12月20日     | 鳥栖歌仙                     | MBS，TBS               |                  |
| 愛麗絲在廚房                                                | 2024年1月21日－3月24日       | 五條蒔子                     | 日本電視台             |                  |
| 青島君很壞                                                  | 2024年7月6日－9月14日        | 坂本久美                     | 朝日電視台             |                  |
| 小圓今年26歲，是一名實習醫生！                              | 2025年1月14日－3月18日       | 手塚冴子                     | TBS                    |                  |

### 电影
| 名稱                                              | 放映時間       | 角色               | 片商                     | 備考    |
| ------------------------------------------------- | -------------- | ------------------ | ------------------------ | ------- |
| 秘密花園                                          | 1997年2月15日  | 泳子               | 東宝                     |         |
| 緑街                                              | 1997年         |                    | ファー・イースト・クラブ |         |
| 踊る大捜査線 THE MOVIE                            | 1998年10月31日 | 看護師             | 東宝                     |         |
| ワンダフルライフ                                  | 1999年4月17日  |                    | テレビマンユニオン       |         |
| 催眠                                              | 1999年6月5日   |                    | 東宝                     |         |
| GO-CON!                                           | 2000年3月10日  |                    | つんくタウンFILMS        |         |
| DISTANCE                                          | 2001年5月26日  | 老人ホームの看護婦 | 「DISTANCE」製作委員会   |         |
| 花與愛麗絲 精簡版                                 | 2003年         |                    |                          | WEB配信 |
| 花與愛麗絲                                        | 2004年3月13日  | 堤由紀             | 東宝                     |         |
| SURVIVE STYLE5+                                   | 2004年9月25日  | 客室乗務員         | 東北新社                 |         |
| 感染                                              | 2004年10月2日  | 立花七恵           | 東宝                     |         |
| 搞笑大学                                          | 2004年10月30日 | お宮               | 東宝                     |         |
| いぬのえいが                                      | 2005年3月19日  | 香織の母           | ザナドゥー               |         |
| 電車男                                            | 2005年6月4日   | みちこ             | 東宝                     |         |
| バースデー・ウェディング                          | 2005年6月11日  | 千晴の母           | タキコーポレーション     |         |
| 日本沉没                                          | 2006年7月15日  | 倉木佳美           | 東宝                     |         |
| 大奧                                              | 2006年12月23日 | 法心院             | 東映                     |         |
| スターフィッシュホテル                            | 2007年2月3日   | ちさと             | ファントム・フィルム     |         |
| 怪談                                              | 2007年8月4日   | お園               | 松竹                     |         |
| 幸福的彼端                                        | 2008年6月7日   | 佐藤翔子           | ビターズ・エンド         |         |
| 沈まぬ太陽                                        | 2009年10月24日 | 鈴木夏子           | 東宝                     |         |
| ゼロの焦点                                        | 2009年11月4日  | 田沼久子           | 東宝                     |         |
| 東京島                                            | 2010年         | 清子               | ギャガ                   |         |
| これでいいのだ!!映画★赤塚不二夫                   | 2011年4月30日  | 赤塚トシ子         | 東映                     |         |
| 黎明破曉的街道                                    | 2011年10月8日  | 渡部有美子         | 角川映画                 |         |
| ウタヒメ 彼女たちのスモーク・オン・ザ・ウォーター | 2012年2月11日  | かおり             | 東京テアトル             |         |
| MY HOUSE                                          | 2012年5月26日  | トモコ             | 國王唱片、T-JOY          |         |
| 夢売るふたり                                      | 2012年9月8日   | 木下滝子           | Asmik Ace                |         |
| 花與愛麗絲之殺人事件                              | 2015年2月20日  | 堤由紀             | T-JOY                    | 配音    |
| 再會吧！青春小鳥                                  | 2015年2月28日  | 桑原照子           | Asmik Ace                |         |
| 生日卡片                                          | 2016年10月22日 | 沙織               | 東映                     |         |
| 金メダル男                                        | 2016年10月22日 | 亀谷頼子           | SHOWGATE                 |         |
| 擁有神之舌的男人                                  | 2016年12月3日  | 武田竜胆           | 松竹                     |         |
| ねこあつめの家                                    | 2017年4月8日   | 洋子               | AMGエンタテインメント    |         |
| 望郷                                              | 2017年9月16日  | 田山佐代子         | エイベックス・デジタル   |         |
| 百合心                                            | 2017年9月23日  | 細谷               | 東映                     |         |
| あゝ、荒野                                        | 2017年10月7日  | 京子               | スターサンズ             |         |
| 盛情款待                                          | 2018年4月13日  | 木村老師           | 松竹                     |         |
| グッドバイ〜嘘からはじまる人生喜劇〜              | 2020年2月14日  | 田島静江           | キノフィルムズ           |         |
| 一度死んでみた                                    | 2020年3月20日  | 野畑百合子         | 松竹                     |         |
| Byplayers：如果100名配角一起拍電影                | 2021年4月9日   | 木村多江           | 東宝映像事業部           |         |
| 輪到你了                                          | 2021年12月10日 | 榎本早苗           | 東寶                     |         |
| 前科者                                            | 2022年1月28日  | 宮口エマ           | 日活・WOWOW              |         |
| 我家的英雄                                        | 2024年3月8日   | 鳥栖歌仙           | 日本華納兄弟             |         |
| 九十歲有什麼可喜可賀的                            | 2024年6月21日  | 吉川麻里子         | 松竹                     |         |
| 盤上的向日葵                                      | 2025年10月31日 | 唐沢美子           | 日本索尼影視娛樂・松竹   |         |
| 電影Last Man -FIRST LOVE-                         | 2025年12月     | 黛布拉琴恩・本鄉   | 松竹                     |         |

### 網絡劇
2024年
- 忍者之家（俵陽子）

### 音樂錄像
- 李炳憲日語單曲「接吻(くちづけ)の指輪 （页面存档备份，存于）」MV (2008年)

### 電視動畫
2013年
- 成年女性的動畫時間 不在他處 正是此地（真穗）

### 劇場版動畫
2015年
- 花與愛麗絲之殺人事件（荒井友美）

## 奖项
| 年份 | 作品                 | 奖项                               |
| ---- | -------------------- | ---------------------------------- |
| 2008 | 《周围的事》         | 第3届东京体育电影大奖最佳女主角    |
| 2008 | 《周围的事》         | 第51届日本电影蓝丝带奖最佳女主角   |
| 2009 | 《周围的事》         | 第23届高崎电影节最佳女主角         |
| 2009 | 《周围的事》         | 第4届大阪电影节最佳女主角          |
| 2009 | 《周围的事》         | 第32届日本电影金像奖最佳女主角     |
| 2010 | 《零的焦点》         | 第33届日本电影金像奖优秀女配角     |
| 2017 | 《有家可歸的戀人們》 | 第12回CONFiDENCE日劇大獎最佳女配角 |
| 2017 | 《有家可歸的戀人們》 | 第97回日劇學院賞最佳女配角         |

## 外部連結
- 融合事務所官方網站
- 木村多江個人Blog「色の時感」
- 木村現場日記
- 木村多江在互联网电影资料库（IMDb）上的資料（英文）